# Distrito histórico de Lummus Park
El Distrito histórico de Lummus Park  es un distrito histórico ubicado en Miami, Florida. El Distrito histórico de Lummus Park se encuentra inscrito  en el Registro Nacional de Lugares Históricos desde el 25 de octubre de 2006.  

## Ubicación
El Distrito histórico de Lummus Park se encuentra dentro del condado de Miami-Dade en las coordenadas 25°46′37″N 80°12′04″O / 25.77685, -80.201164.